# روی ایکاف
روی اِیکاف (انگلیسی: Roy Acuff؛ ‏ ۱۵ سپتامبر ۱۹۰۳ – ۲۳ نوامبر ۱۹۹۲) خواننده-ترانه‌سرا اهل ایالات متحده آمریکا بود. وی بین سال‌های ۱۹۳۶ تا ۱۹۹۲ میلادی فعالیت می‌کرد و برندهٔ جوایزی همچون جایزه مرکز کندی و نشان ملی هنر شده‌است.
اِیکاف به‌همراه فرد رز در سال ۱۹۴۲ ایکاف-رز میوزیک را پایه‌گذاری کرد که نخستین شرکت ناشر موسیقی کانتری مستقر در نشویل بود و آثار هنرمندانی نظیر هنک ویلیامز، روی اوربیسن و اورلی برادرز را نیز منتشر کرد.